# Leptostrangalia
Leptostrangalia är ett släkte av skalbaggar. Leptostrangalia ingår i familjen långhorningar.
Kladogram enligt Catalogue of Life:
| Leptostrangalia | \| \| Leptostrangalia angustolineata \| \| \| \| \| \| Leptostrangalia hosohana \| \| \| \| \| \| Leptostrangalia malasiaca \| \| \| \| \| \| Leptostrangalia marginipennis \| \| \| \| \| \| Leptostrangalia nakamurai \| \| \| \| \| \| Leptostrangalia rufimembris \| \| \| \| \| \| Leptostrangalia shaanxiana \| \| \| \| |
|                 | \| \| Leptostrangalia angustolineata \| \| \| \| \| \| Leptostrangalia hosohana \| \| \| \| \| \| Leptostrangalia malasiaca \| \| \| \| \| \| Leptostrangalia marginipennis \| \| \| \| \| \| Leptostrangalia nakamurai \| \| \| \| \| \| Leptostrangalia rufimembris \| \| \| \| \| \| Leptostrangalia shaanxiana \| \| \| \| |
|                 | Leptostrangalia angustolineata |
|                 | |
|                 | Leptostrangalia hosohana |
|                 | |
|                 | Leptostrangalia malasiaca |
|                 | |
|                 | Leptostrangalia marginipennis |
|                 | |
|                 | Leptostrangalia nakamurai |
|                 | |
|                 | Leptostrangalia rufimembris |
|                 | |
|                 | Leptostrangalia shaanxiana |
|                 | |